# Megapneustes
Megapneustes is een geslacht van uitgestorven zee-egels, en het typegeslacht van de familie Megapneustidae.

## Soorten
- Megapneustes grandis Gauthier, 1899 † Eoceen, Egypte.
- Megapneustes baylei (Coquand, 1862) † Eoceen of Oligoceen van Algerije.
- Megapneustes santamariae (Gauthier, 1900) † Vroeg-Eoceen, Egypte.